# Madonna del Magnificat
La Madonna del Magnificat (Madonna con il Bambino e cinque angeli) è un dipinto a tempera su tavola (diametro 118 cm) di Sandro Botticelli, databile al 1483 e conservato nella Galleria degli Uffizi di Firenze.

## Storia
Non si conoscono le circostanze esatte della commissione della tavola. La ricchezza di allusioni al Battista, patrono di Firenze, ne fa sicuramente un lavoro di ambito fiorentino. La forma circolare era tipica di opere appese nelle anticamere o nelle camere da letto, il che farebbe pensare a un'opera per la devozione privata.
Alcuni hanno pensato che l'opera fosse stata commissionata dai Medici, in particolare il numero e la composizione dei personaggi raffigurerebbe la famiglia di Piero de' Medici: la moglie Lucrezia Tornabuoni come Maria, il giovane con il calamaio Lorenzo il Magnifico, accanto a suo fratello Giuliano, dietro sta Maria, mentre le due sorelle maggiori, Bianca a sinistra e Nannina, sorreggono la corona; il bambino in fasce sarebbe la piccola figlia di Lorenzo, Lucrezia.
In realtà si tratta solo di ipotesi, perché la prima menzione certa del dipinto risale al 1784, quando Ottavio Magherini lo vendette agli Uffizi. La composizione ebbe un notevole successo e oggi si conoscono almeno cinque dipinti con lo stesso soggetto, replicati da aiutanti di bottega del maestro (tra cui uno al Louvre, uno alla Pierpont Morgan Library di New York e uno nella Collezione Hahn di Francoforte).

## Descrizione e stile
La Vergine, col Bambino sulle ginocchia, è incoronata da due angeli mentre sta scrivendo su un libro le parole del Vangelo di Luca: "Magnificat anima mea Dominum" (L'anima mia magnifica il Signore), il verso iniziale del cantico con cui Maria, durante la sua visita a sant'Elisabetta, ringrazia il Signore per essere stata scelta come veicolo dell'Incarnazione divina (Luca, I, 46). Essa è riccamente abbigliata, con la testa coperta da veli trasparenti e stoffe preziose ed i suoi capelli biondi si intrecciano con la sciarpa annodata sul petto. Il Bambino guida il suo braccio, testimoniando il perfetto accordo tra Dio e la sua prescelta. Altri due angeli tengono il libro e il calamaio dove Maria intinge la penna, mentre un terzo abbraccia questi ultimi due.

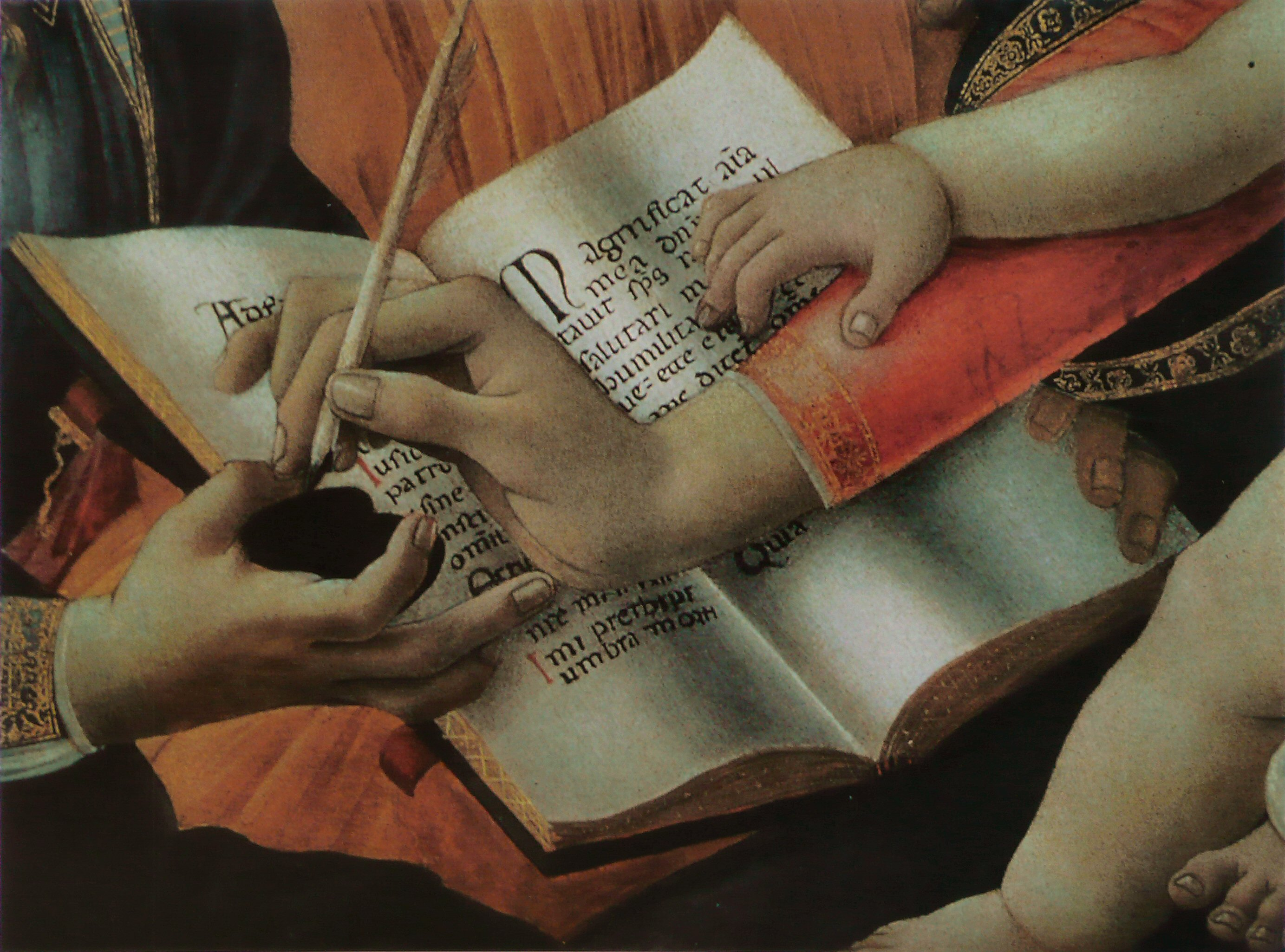
Dettaglio

Nella pagina sinistra del libro si leggono alcune parole del Benedictus di Zaccaria, marito di Elisabetta, riguardo alla nascita del figlio Giovanni Battista (Luca I, 76-79) e rimanda quindi all'episodio della Visitazione. Gesù tiene nella mano il melograno, che è un simbolo di regalità e di fertilità (ha una corona ed è ricco di semi), inoltre i grani rossi rimandano al sangue della Passione, prefigurandola, e i chicchi tenuti, insieme sotto la scorza, ricordano l'unità della Chiesa.
Secondo André Chastel, Botticelli in questa opera cercò di coniugare il naturalismo classico con lo spiritualismo cristiano. Il tema sacro è adattato con originalità alla tavola.
La composizione dei personaggi si adatta perfettamente alla forma circolare, a partire dalla dolce curva della schiena della Madonna, che si piega come a proteggere il Bambino. Le linee di forza fanno convergere l'occhio verso l'elegante incontro delle mani di madre e figlio, verso il libro. Il punto più debole della composizione è nell'angelo di sinistra, che appare un po' troppo compresso nel ristretto spazio, richiedendo un braccio eccessivamente lungo.
Lo sfondo è composto da una finestra ad arco in pietra serena, oltre la quale si scorge un sereno paesaggio fluviale. La cornice di pietra dipinta schiaccia le figure in primo piano, che assecondano il movimento circolare della tavola in modo da far emergere le figure dalla superficie del dipinto, come se l'immagine fosse riflessa in uno specchio convesso ed allo stesso tempo la composizione è resa ariosa grazie alla disposizione dei due angeli reggilibro in primo piano che conducono attraverso un'ideale diagonale verso il paesaggio sullo sfondo. La leggera deformazione dà alla Vergine e al Bambino dimensioni leggermente maggiori rispetto agli altri personaggi, legandosi alle consuetudini devozionali del medioevo. Si tratta delle primissime avvisaglie della crisi che investì poi Firenze alla fine del secolo, con la morte di Lorenzo il Magnifico e l'instaurarsi della repubblica teocratica di Savonarola: il dipinto infatti mostra un distacco dal dato naturale, in favore di forme più sperimentali, sempre più lontane dalla lucida geometrica prospettica del primo Quattrocento.
I colori preziosi e brillanti, la linea di contorno nitida e chiara, l'eleganza lineare, il disegno impeccabile caratterizzano la tavola e sono tutte caratteristiche mutuate dall'esempio di Filippo Lippi, primo maestro di Botticelli. Dal Lippi deriva anche l'ideale della malinconica e perfetta bellezza della Vergine, come nella celebre Lippina, anche se Botticelli conferì alla sua Madonna un tono più aristocratico e irraggiungibile.